# 普蘭克島
73°14′S 124°55′W / 73.233°S 124.917°W
普蘭克島（英語：Pranke Island）是南極洲的島嶼，位於瑪麗伯德地對開阿蒙森海海域，毗鄰錫普爾島，美國地質調查局根據測量和美國海軍空中照片把該島嶼繪入地圖，以極地研究員命名。